# Armstrong Whitworth
Sir W G Armstrong Whitworth & Co Ltd fue una importante empresa industrial británica de los primeros años del siglo XX. Con sede en Elswick, Newcastle upon Tyne, Armstrong Whitworth construyó armamento, barcos, locomotoras, automóviles y aviones. 
La compañía fue fundada por William Armstrong en 1847, convirtiéndose en Armstrong Mitchell y luego en Armstrong Whitworth mediante fusiones. En 1927, se fusionó con Vickers Limited para formar Vickers-Armstrongs, con sus participaciones en automóviles y aviones compradas por J D Siddeley . 

## Historia
En 1847, el ingeniero William George Armstrong fundó la fábrica de Elswick en Newcastle, para producir maquinaria hidráulica, grúas y puentes, que pronto serían seguidos por piezas de artillería, en particular el cañón de retrocarga Armstrong, con el que el ejército británico fue reequipado después de la Guerra de Crimea. En 1882, se fusionó con la empresa de construcción naval de Charles Mitchell para formar Armstrong Mitchell & Company, de forma que por entonces sus instalaciones se extendían por más de una milla (aproximadamente 2 km) a lo largo de la orilla del río Tyne. Armstrong Mitchell se fusionó nuevamente con la firma de ingeniería de Joseph Whitworth en 1897. La compañía se expandió a la fabricación de automóviles y camiones en 1902 y creó un "departamento aéreo" en 1913, que se convirtió en la empresa subsidiaria Armstrong Whitworth Aircraft en 1920. 
En 1927, se fusionó con Vickers Limited para formar Vickers-Armstrongs. 

### Automóviles

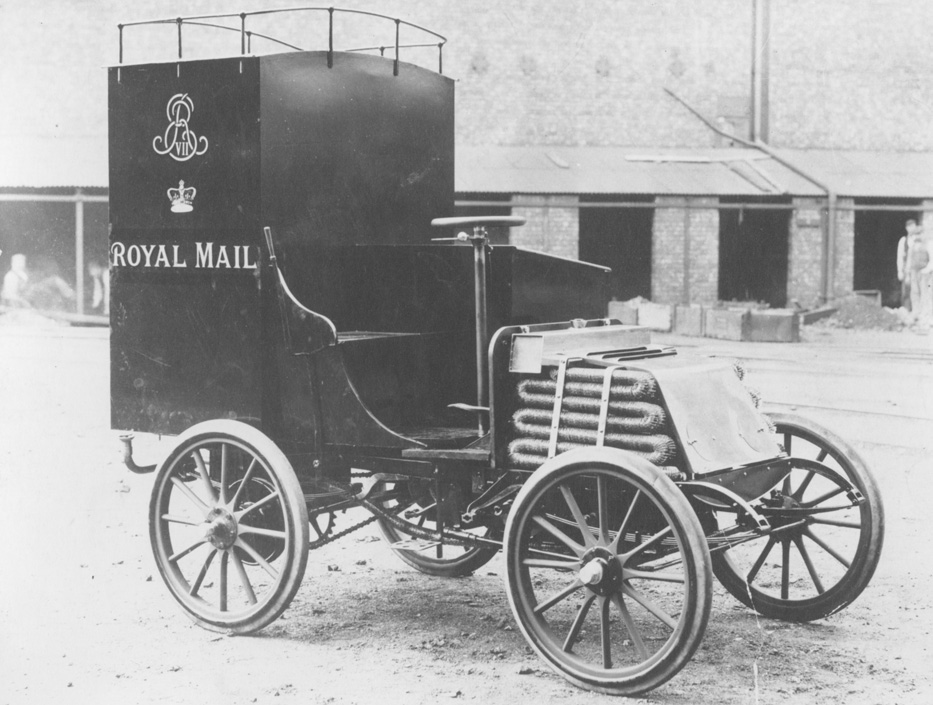
Furgón de Correos, hacia 1904

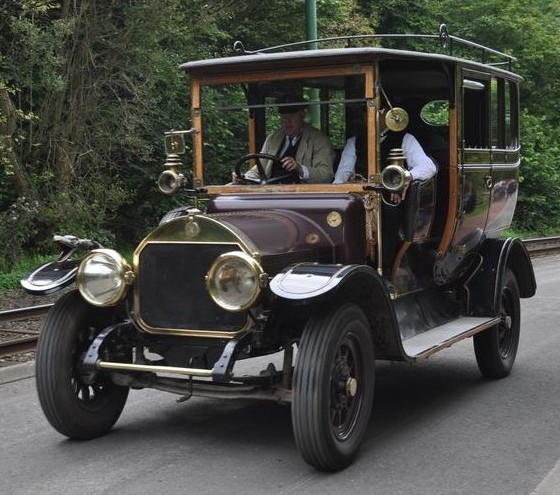
Réplica de una limusina Armstrong-Whitwort

Los automóviles Armstrong Whitworth se fabricaron a partir de 1904, cuando la empresa decidió diversificarse para compensar la caída de la demanda de artillería tras el final de la guerra de los bóeres. Se hizo cargo de la fabricación de los coches de la empresa Wilson-Pilcher, diseñados por Walter Gordon Wilson, y produjo automóviles bajo el nombre de Armstrong Whitworth hasta 1919, cuando la compañía se fusionó con Siddeley-Deasy y formó Armstrong Siddeley. 
El Wilson-Pilcher era un automóvil avanzado, originalmente con un motor de 2,4 litros, que se había fabricado en Londres desde 1901 hasta 1904, cuando la producción se trasladó a Newcastle. Cuando Armstrong Whitworth se hizo cargo de la construcción, se fabricaban dos modelos, uno con motor plano de cuatro cilindros de 2,7 litros y otro con un motor plano de seis cilindros de 4,1 litros, siendo los cilindros de ambos idénticos con diámetro y carrera de 95 mm (3,75 pulgadas). Los motores tenían el volante en la parte delantera del motor y el cigüeñal tenía cojinetes intermedios entre cada par de cilindros. La tracción se realizaba a las ruedas traseras mediante un engranaje epicicloidal helicoidal doble y un eje cónico helicoidal. Los coches costaban 735 y 900 libras respectivamente. En teoría, todavía estuvieron disponibles hasta 1907. Según Automotor en 1904, "Incluso el primer automóvil Wilson-Pilcher que hizo su aparición creó una gran sensación en los círculos automovilísticos en ese momento, debido a su funcionamiento notablemente silencioso y suave, y a la ausencia casi total de vibraciones".
El primer automóvil de Armstrong Whitworth fue el 28/36 de 1906, con un motor de cuatro cilindros y válvulas laterales refrigerado por agua de 4,5 litros, que inusualmente tenía unas dimensiones "sobrecuadradas" de 120 mm (4,7 plg) de diámetro y 100 mm (3,9 plg) de carrera. La transmisión se realizaba a través de una caja de cambios de cuatro velocidades y un eje a las ruedas traseras. Se incluyó un automóvil más grande para 1908, con una opción de modelos de 5 litros 30 o 7,6 litros 40 que compartían cilindros con un diámetro de 127 mm (5 plg) pero con carreras de 100 mm (3,9 plg) y de 152 mm (6 plg) respectivamente. El 40 costaba 798 libras en forma de chasis desnudo para suministrar a los carroceros. A estos grandes coches se unieron en 1909 el 18/22 de 4,3 litros y en 1910 el 25 de 3,7 litros, que parece haber compartido el mismo chasis que los 30 y 40. 
En 1911 apareció un nuevo automóvil pequeño, con la forma del 12/14 de 2,4 litros, llamado 15.9 en 1911, con un motor monobloque con lubricación a presión para los cojinetes del cigüeñal. Este modelo tenía 88 pulgadas (2235,2 mm) de distancia entre ejes en comparación con las 120 pulgadas (3048,0 mm) de la clase 40. Se añadieron cuatro modelos más grandes, que iban desde el 2,7 litros 15/20 hasta el 3,7 litros 25.5.
El primer modelo de seis cilindros, el 30/50 con un motor de 5,1 litros y 90 mm (3,5 plg) de diámetro por 135 mm (5,3 plg) de carrera, llegó en 1912 con la opción de iluminación eléctrica, aumentándose su cilindrada a 5,7 litros en 1913. 
Al estallar la guerra, además del 30/50, la gama estaba formada por el 17/25 de 3 litros y el 30/40 de 3,8 litros. 
Los coches eran normalmente, si no siempre, completados por carroceros externos, y tenían una gran reputación de fiabilidad y de factura sólida. La empresa mantuvo un punto de venta en Londres en New Bond Street. Cuando Armstrong Whitworth y Vickers se fusionaron, J D Siddeley adquirió los intereses automotrices de Armstrong Whitworth para formar Armstrong Siddeley, con sede en Coventry. 
Un automóvil Armstrong Whitworth se exhibe en el Museo Discovery, de Newcastle upon Tyne.

### Aeronaves

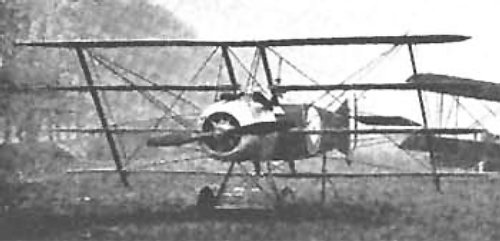
Aeroplano Armstrong Whitworth F.K.10

Armstrong Whitworth estableció un Departamento Aéreo en 1912, que más tarde se convirtió en la Sir WG Armstrong Whitworth Aircraft Company. Cuando Vickers y Armstrong Whitworth se fusionaron en 1927 para formar Vickers-Armstrongs, J. D. Siddeley compró Armstrong Whitworth Aircraft y se convirtió en una entidad separada.

### Armamento

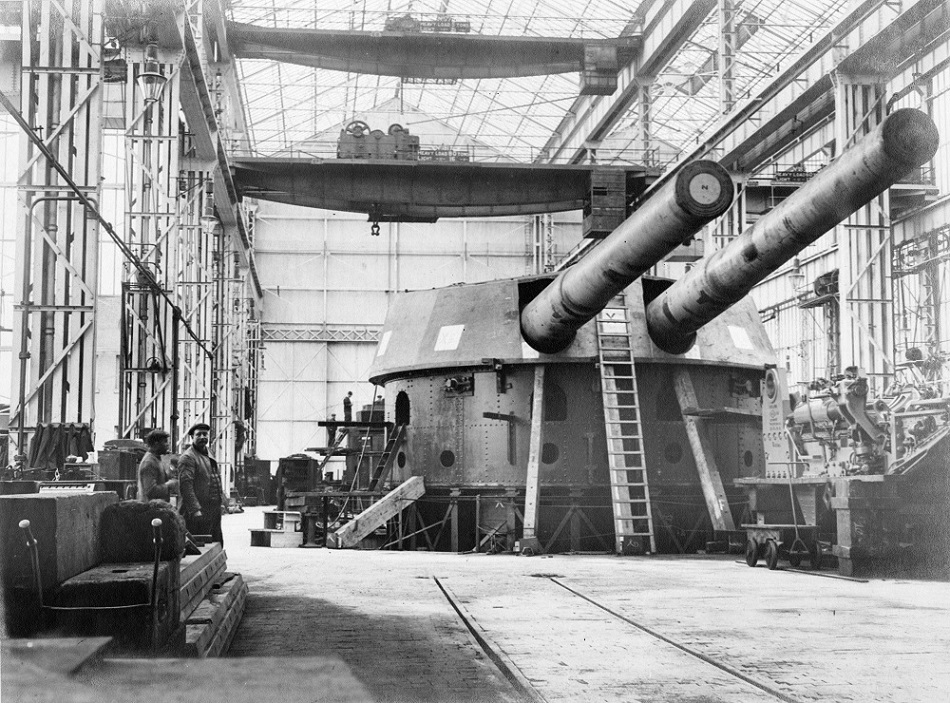
Fabricación de cañones en la factoría de Armstrong Whitworth (c 1902)

La Elswick Ordnance Company (a veces conocida como Elswick Ordnance Works, pero generalmente como "EOC") se creó originalmente en 1859 para separar el negocio de armamento de William Armstrong de sus otros intereses comerciales con el fin de evitar un conflicto de intereses, ya que Armstrong era entonces ingeniero de la artillería de ánima rayada para la Oficina de Guerra, y el principal cliente de la compañía era el gobierno británico. Armstrong no tuvo ningún interés financiero en la empresa hasta 1864, cuando dejó el servicio gubernamental, y Elswick Ordnance se reunió con los principales negocios de Armstrong para formar la Sir WG Armstrong & Company. EOC era entonces la rama de armamento de WG Armstrong & Company y más adelante de Armstrong Whitworth. 
Elswick Ordnance fue un importante desarrollador de armas antes y durante la Primera Guerra Mundial. Los artefactos y municiones que fabricaba para el gobierno británico tenían el sello EOC, mientras que las armas fabricadas para la exportación solían llevar la marca "WG Armstrong". La empresa desarrolló el obús de 28 cm L/10, que jugó un papel importante en el asedio de Port Arthur en la guerra ruso-japonesa.

### Locomotoras

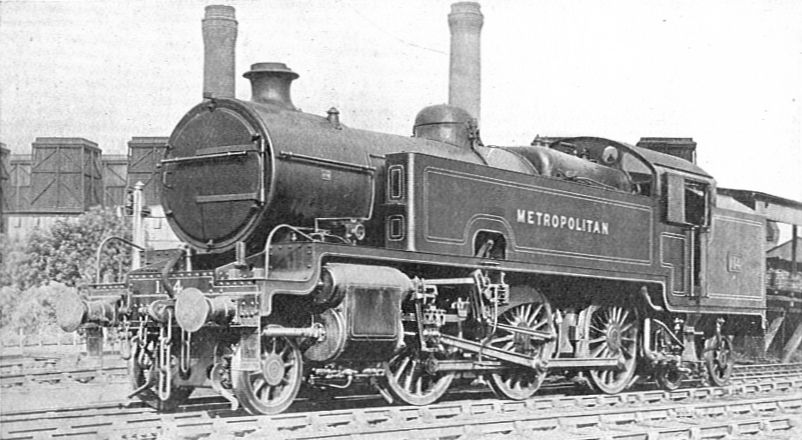
Locomotora del Ferrocarril Metropolitano Clase K 2-6-4T

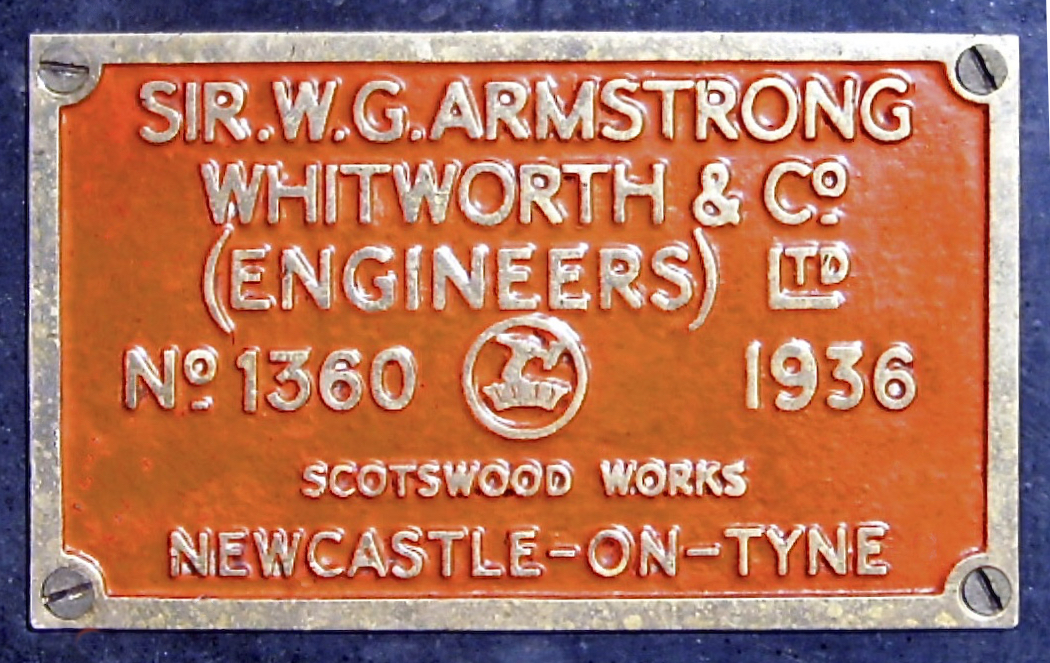
Placa de fábrica de la LMS Clase Stanier 5 4-6-0 45305 del año 1936, construida por Armstrong Whitworth

Después de la Gran Guerra, Armstrong Whitworth convirtió sus Talleres Scotswood para construir locomotoras de ferrocarril. A partir de 1919 penetró rápidamente en el mercado de las locomotoras gracias a su moderna planta. Sus dos contratos más importantes fueron 200 máquinas 2-8-0 para los Ferrocarriles del Estado belga en 1920 y 327 Black 5 4-6-0 para el LMS en 1935/36. 
La compañía también modificó locomotoras. En 1926, los Ferrocarriles de Palestina enviaron seis de sus locomotoras Baldwin 4-6-0 de clase H para su conversión en locomotoras con depósito incorporado 4-6-2 para trabajar en el ramal de pendiente pronunciada entre Jaffa y Jerusalén. También se enviaron otras seis Baldwin Clase H para que sus cámaras de combustión de acero defectuosas fueran reemplazadas por otras de cobre. 
Los talleres bien equipados de Armstrong Whitworth disponían de su propio departamento de diseño, y le permitieron construir grandes locomotoras, incluido un pedido de 30 máquinas de tres tipos para la modernización de los ferrocarriles del sur de Australia en 1926. En el encargo figuraban diez locomotoras Clase 500 4-8-2, que eran las locomotoras no articuladas más grandes construidas en Gran Bretaña hasta entonces, y se basaban en los planos de Alco modificados por los ingenieros de la compañía y del Ferrocarril del Sur de Australia. Fueron una sensación en Australia. Armstrong Whitworth pasó a construir 20 grandes locomotoras de tres cilindros tipo "Pacífico" para el Ferrocarril Central Argentino (FCCA) en 1930, con engranajes de válvulas Caprotti y modernas calderas. Eran las locomotoras más potentes de la FCCA. 
La firma obtuvo la licencia en el Reino Unido para los motores diésel Sulzer a partir de 1919, y en la década de 1930 estaba construyendo locomotoras y automotores diésel. Un ejemplo temprano es la máquina diésel-eléctrica 0-4-0 n.º 2 del Ferrocarril de Tanfield, construida en 1933. En el mismo año, la compañía lanzó la primera locomotora diésel de línea principal del Reino Unido, la "Universal" de 800 bhp. Tuvo éxito en las pruebas, pero no se reparó después de una explosión del cárter del motor un año después. Se construyó un total de 1464 locomotoras en los talleres de Scotswood antes de que se adaptaran de nuevo para la fabricación de armamento en 1937.

### Operaciones en el extranjero
A la compañía se le puede atribuir el mérito de haber ayudado a crear la ciudad de Deer Lake en el Dominio de Terranova. Entre 1922 y 1925, la empresa Newfoundland Products Company y Sir WG Armstrong Whitworth and Company construyeron una estación hidroeléctrica en Deer Lake. El sistema de canales utilizado por la central hidroeléctrica ayudó a expandir las operaciones forestales en el área. Algunos de los equipos utilizados en la construcción del Canal de Panamá se enviaron a la isla de Terranova. La electricidad del proyecto se utilizó para alimentar la fábrica de celulosa y papel de Corner Brook. Desde la década de 1920, Deer Lake ha llegado a ser un área importante para la industria maderera, además de convertirse en un centro orientado a los servicios. 
La empresa construyó una central hidroeléctrica en Nymboida, Nueva Gales del Sur, cerca de Grafton, en 1923-1924. Todavía permanece en uso y mantiene sustancialmente su configuración original. En 1925, la compañía licitó sin éxito la construcción de la sección South Brisbane-Richmond Gap (en la frontera entre Nueva Gales del Sur y Queensland) de la última etapa del ferrocarril de ancho estándar que une Sídney y Brisbane. Este gran proyecto de ingeniería incluía un largo túnel bajo la cordillera de Richmond, y una espiral justo al sur de la frontera. El precio de licitación de Armstrong Whitworth era de 1.333.940 libras, en comparación con el precio de licitación del Ferrocarril de Queensland de 1.130.142 libras. A mediados de la década de 1920, la empresa claramente intentaba entrar en el floreciente mercado australiano, pero se vio obstaculizada por la preferencia por las empresas locales.

### Construcción naval

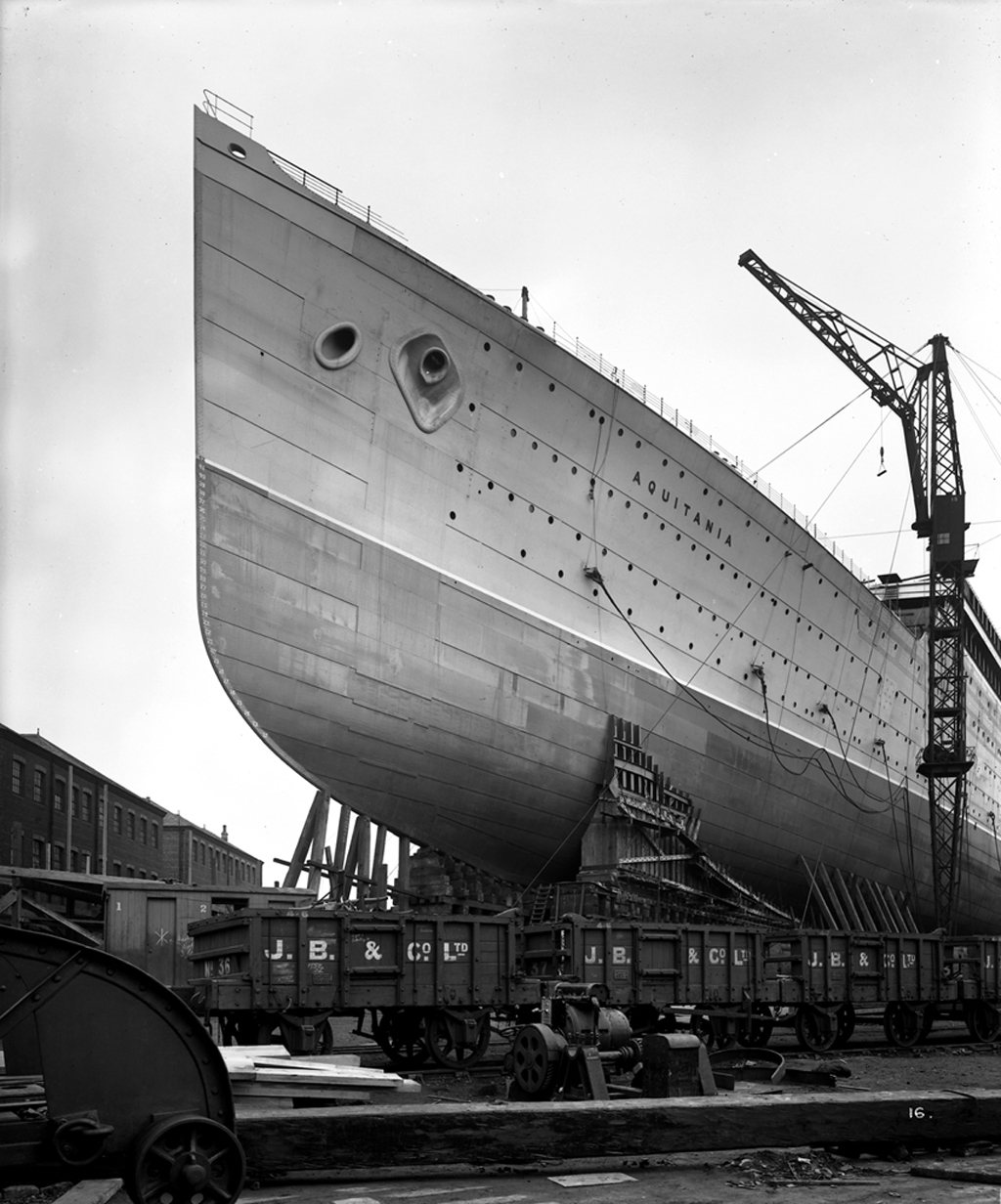
El RMS Aquitania poco antes de su botadura

La construcción naval era la principal división de la firma. De 1879 a 1880, la empresa de construcción naval predecesora de Charles Mitchell preparó un crucero para la Armada de Chile en Low Walker Yard. Este barco fue posteriormente suministrado a Japón como el "Tsukushi" en 1883; el barco sería botado como construido por Armstrong Mitchell. Entre 1885 y 1918 Armstrong construyó buques de guerra para la Royal Navy, la Armada Imperial Rusa, la Armada Imperial Japonesa y la Armada de los Estados Unidos. Entre ellos estaba el HMS Glatton, que debido a un fallo de diseño, sufrió una explosión en el polvorín de una de sus torres en Dover Harbour menos de un mes después de la puesta en servicio. 
Armstrong Mitchell y más tarde Armstrong Whitworth construyeron muchos buques mercantes, cargueros, buques cisterna y dragaminas; notable entre ellos estaban los rompehielos transbordadores ferroviarios SS Baikal en 1897 y el SS Angará en 1900, construidos para conectar el ferrocarril Transiberiano través del lago Baikal, mientras se completaba el ferrocarril Circumbaikal. La compañía construyó el primer rompehielos polar del mundo, el Yermak, un rompehielos ruso y luego soviético, con un casco reforzado diseñado para remontarse sobre el hielo y triturarlo.

## Fusiones y escisiones
En 1927, las empresas de defensa e ingeniería se fusionaron con las de Vickers Limited para crear una empresa subsidiaria conocida como Vickers-Armstrongs. El negocio de aviones y los motores Armstrong Siddeley serían comprados por J. D. Siddeley y se convirtieron en una entidad separada. La producción en los talleres de Scotswood terminó en 1979 y los edificios fueron demolidos en 1982.

## Productos

### Instalaciones de ingeniería hidráulica

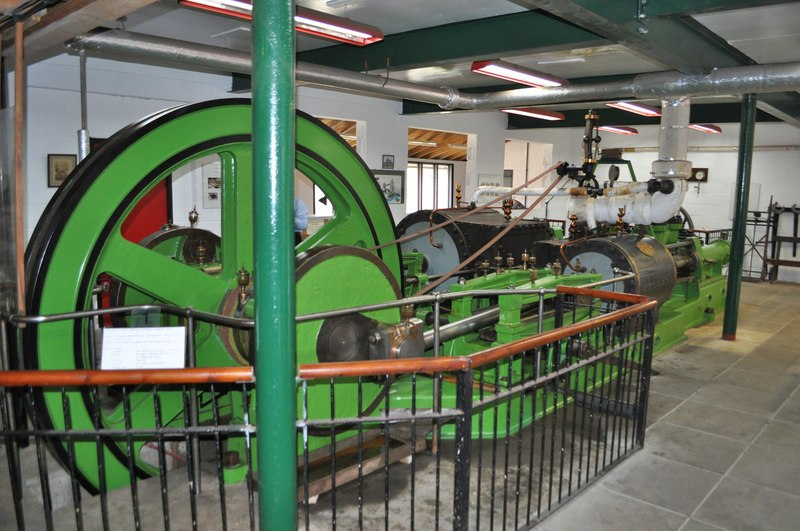
Sistema de accionamiento hidráulico del Puente de la Torre de Londres

Las empresas precursoras, W. G. Armstrong & Co. y más adelante, desde 1883, Sir WG Armstrong Mitchell & Company, estuvieron muy involucradas en la construcción de instalaciones de ingeniería hidráulica. Ejemplos notables incluyen: 
- Desarrollo del cabrestante hidráulico y de aparatos de elevación, algunos exhibidos en la Gran Exposición de 1851 en el Crystal Palace de Londres.
- Sistema de red hidráulica en el Valle de Limehouse, Londres, en la década de 1850.
- Puente giratorio sobre el río Tyne, 1873.
- Grúa hidráulica 'Sheer Leg' de 120 toneladas en los Talleres de Elswick, para transbordo a buques.[18]
- Puente de la Torre, Londres, 1894.
- Un puente basculante para el ferrocarril que cruza sobre el río Bann en Coleraine (Úlster; Irlanda del Norte), 1921.
- Una serie de nueve grúas hidráulicas de 160 toneladas de capacidad de finales del siglo XIX para uso naval. Se erigieron por todo el mundo: en India (Bombay), Italia (La Spezia, Pozzuoli, Tarento y Venecia), Liverpool, Malta y dos más en Japón). El único ejemplo que ha sobrevivido está siendo restaurado parcialmente en el Arsenal de Venecia.

### Buques
Entre 1883 y 1925 se construyeron varios buques de guerra:
- Tsukushi ordenado por Chile, entregado al gobierno japonés
- Esmeralda/Izumi,  Armada de Chile/ Armada Imperial Japonesa, 1883
- Naniwa (浪 速),  Armada Imperial Japonesa, 1885
- HMS Victoria, acorazado  construido para la Royal Navy, entregado en 1891, fue embestido y hundido accidentalmente en 1893[19]
- Castore y Polluce, cañoneras para la Marina Italiana, 1888
- Yoshino (吉野),  Armada Imperial Japonesa, 1892
- USS New Orleans (CL-22), Armada de los Estados Unidos, 1895
- Esmeralda,  Armada de Chile, 1895
- Yashima (八 島),  Armada Imperial Japonesa, 1896
- Takasago (高 砂),  Armada Imperial Japonesa, 1897
- O'Higgins,  Armada de Chile, 1897
- Chacabuco,  Armada de Chile, 1898
- Asama (浅 間),  Armada Imperial Japonesa, 1898
- Tokiwa (常 盤),  Armada Imperial Japonesa, 1898
- USS Albany (CL-23), Armada de los Estados Unidos, 1898
- Yermak (Ермак), Armada Imperial Rusa, 1898
- Angara, Armada Imperial Rusa, 1899
- HNoMS Norge,  Armada Real de Noruega, 1899
- HNoMS Eidsvold,  Royal Norwegian Navy, 1899
- Hatsuse (初 瀬),  Armada Imperial Japonesa, 1899
- Izumo (出 雲),  Armada Imperial Japonesa, 1899
- Iwate (磐 手),  Armada Imperial Japonesa, 1900
- Southern Cross, vapor de la Misión Melanesia, 1903
- HMS Swiftsure,  Marina Real, 1903
- Kashima (鹿島),  Armada Imperial Japonesa, 1905
- HMS Superb,  Royal Navy, 1907
- Minas Geraes,  Marina de Brasil, 1908
- Bahia,  Armada brasileña, 1909
- HMS Monarch,  Royal Navy, 1911
- HMS Canada,  Royal Navy, 1913
- HMS Agincourt, acorazado construido para la Armada Otomana pero confiscado por los británicos en julio de 1914
- HMS Malaya,  Royal Navy, 1915
- HMS Eagle,  Royal Navy, 1918
- HMS Nelson,  Royal Navy, 1925
- Isla de Luzón, Armada Española 1886-1887

Entre los petroleros construidos, figuran:
- British Emperor,  British Tanker Company, 1916
- British Endeavour  British Tanker Company, 1927
- British Ensign  British Tanker Company, 1917
- British Isles  British Tanker Company, 1917
- British Princess  British Tanker Company, 1917
- British Progress  British Tanker Company, 1927
- British Sovereign  British Tanker Company, 1917

|  |  |  |

### Locomotoras
Armstrong Whitworth construyó algunas locomotoras de ferrocarril entre 1847 y 1868, pero no fue hasta 1919 cuando la compañía hizo un esfuerzo concertado para entrar en el mercado ferroviario.

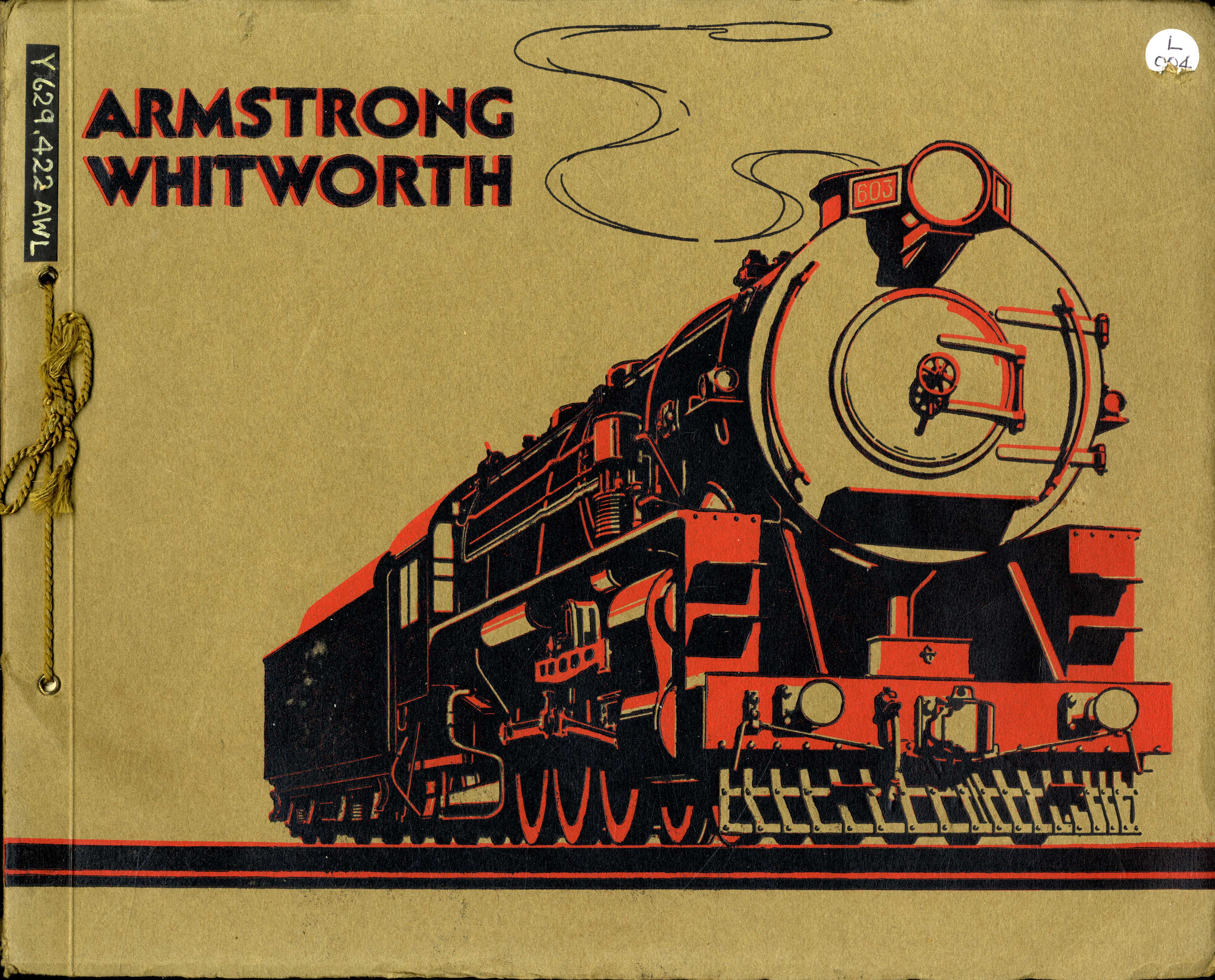
Muchas de las locomotoras se muestran en este catálogo en la colección del Instituto de Ingenieros Mecánicos y de Minas del Norte de Inglaterra

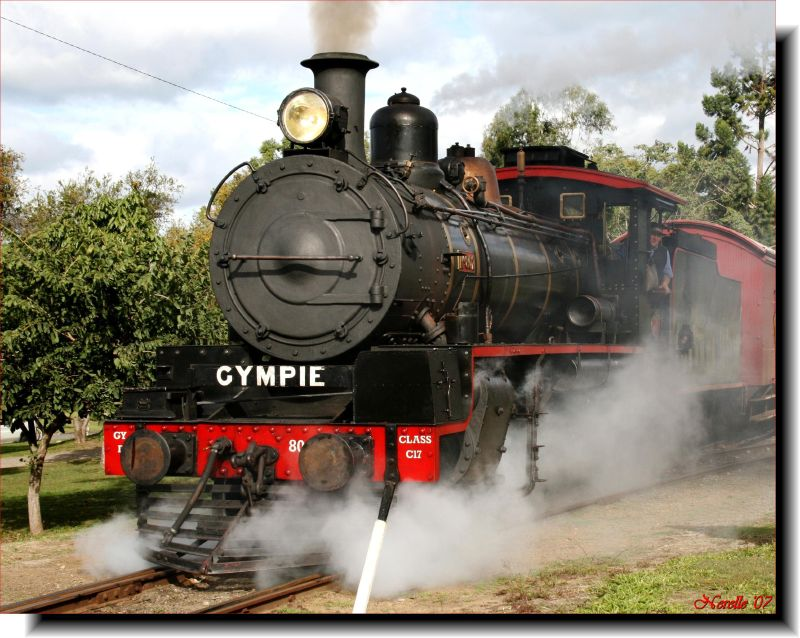
Locomotora de los Ferrocarriles de Queensland C17

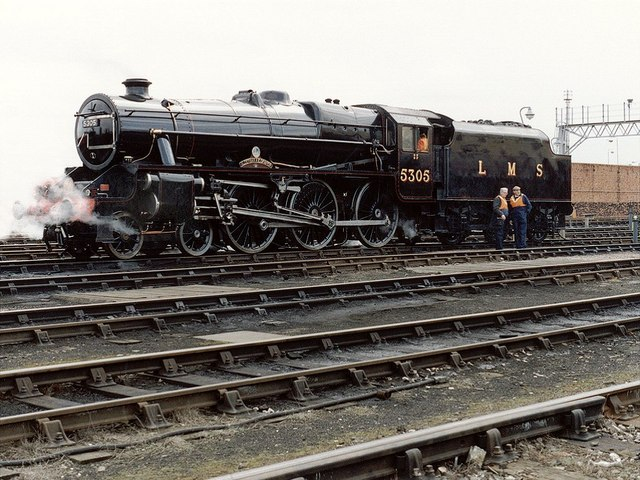
LMS Clase Stanier

Se obtuvieron contratos para la construcción y suministro de locomotoras de vapor y diésel para sistemas ferroviarios en Gran Bretaña y en el extranjero, incluidos los que se detallan en la siguiente tabla:
| Números de serie | Año                              | Cantidad | Cliente                                       | Clase        | Disposición de ruedas | Números en servicio                                                   | Notas |
| ---------------- | -------------------------------- | -------- | --------------------------------------------- | ------------ | --------------------- | --------------------------------------------------------------------- | --- |
| 1–50             | 1919–1921                        | 50       | Ferrocarril del Noreste                       | T2           | 0-8-0                 | 2253–2302                                                             | Al LNER (mismos números) en 1923, clase Q6; renumeradas 3410–3459 en el esquema de 1946.                                                                                                 |
| 69–93            | 1921                             | 25       | Ferrocarril de Bombay, Baroda e India Central | G (BESA HGS) | 2-8-0                 | 122–146                                                               | Más tarde numeración de toda la India 26528–26552. |
| 94–110           | 1920                             | 17       | Ferrocarril de Madrás y del Sur de Mahratta   | M (BESA HGS) | 2-8-0                 | 483–499                                                               | Más tarde, numeración de toda la India 26610–26626. |
| 111–120          | 1921                             | 10       | Ferrocarril de Caledonia                      | 72           | 4-4-0                 | 82–91                                                                 | Al LMS 14487–14496 en 1923. |
| 137–159          | 1922                             | 23       | Ferrocarril del Noroeste                      | SGS          | 0-6-0                 | 2484–2506                                                             | Todas excepto una a Pakistán tras la partición; n.º 2500 del Ferrocarril del Este del Punjab; más tarde numeración de toda la India 36889.                                               |
| 161–170          | 1922                             | 10       | Ferrocarril Oeste de Buenos Aires             | 4F           | 2-6-2T                | 824–833                                                               | [ 27 ] |
| 175–179          | 1922–23                          | 5        | Ferrocarril de Midland Gran Oeste             | Fa           | 0-6-0                 | 44–48                                                                 | Al GSR 641–645 en 1925. |
| 185–190          | 1923                             | 6        | Ferrocarril del Gran Sur y del Oeste          | 400          | 4-6-0                 | 407–409 403–405                                                       | Al GSR (mismos números) en 1925. |
|                  | 17 de mayo de 1921 to 12.01.1923 | 200      | Ferrocarriles del Estado Belga                | Tipo 37      | 2-8-0                 | 5001–5200                                                             | Renumeradas Tipo 31 en 1931. 162 actualizada entre 1936 y 1947, las máquinas sin reconstruir pasaron a ser Tipo 30.                                                                      |
| 391–415          | 1922                             | 25       | Ferrocarril del Noreste                       | E1           | 0-6-0T                | 2313–2339                                                             | Al LNER (mismos números) en 1923, clase J72; renumeradas 8721–8745 en el esquema de 1946.                                                                                                |
| 416–465          | 1921–22                          | 50       | Ferrocarril Midland                           | 3835/4F      | 0-6-0                 | 3937–3986                                                             | Al LMS (mismos números) en 1923. |
| 466–467          | Canceladas                       | (2)      | Ferrocarril del Comité de Condados del Norte  | (U)          | 4-4-0                 | —                                                                     | Pedido cancelado; en su lugar, locomotoras construidas en los Talleres de Derby. |
| 468–472          | 1922                             | 5        | Ferrocarril del Ramal de Somerset y Dorset    | 3835/4F      | 0-6-0                 | 57–61                                                                 | Al LMS 4557–4561 en 1930. |
| 479–487          | 1923                             | 9        | Ferrocarril del Noroeste                      | SGS          | 0-6-0                 | 2536–2544                                                             | ; Al Ferrocarril del Este de Bengala 312-318/66/20 en 1929/39; las cuatro máquinas supervivientes se convirtieron en la numeración de toda la India 34265–67/73.                         |
| 488–499          | 1923                             | 12       | Ferrocarril del Noroeste                      | SPS          | 4-4-0                 | 2989–2996, 3006–3009                                                  | Tres a Pakistán tras la separación de la India; resto al Ferrocarril del Este del Punjab, más tarde numeración de toda la India 24481–28889.                                             |
| 500–515          | 1923                             | 16       | Ferrocarril de Bombay, Baroda e India Central | A (BESA PTS) | 2-6-4T                | 265–280                                                               | Al Ferrocarril del Noroeste 517–532 (no en orden) en 1929; más a Pakistán tras la partición; siete al Ferrocarril del Este de Punjab, más tarde numeración de toda la India 27106–27112. |
| 516–535          | 1923                             | 20       | Ferrocarril de Oudh y Rohilkhand              | SGS          | 0-6-0                 | 505–524                                                               | Al Ferrocarril del Este Indio 1448-1457 en 1925; Divididas entre los Ferrocarriles Este y Norte, más tarde numeración de toda la India en los intervalos 34236–34243, y 36804–36818.     |
| 536–552          | 1923                             | 17       | Ferrocarril de la India del Este              | SGS          | 0-6-0                 | 1390–1406                                                             | Divididas entre los Ferrocarriles del Este y del Norte, más tarde numeración de toda la India en los intervalos 34163–34164, 34218–34224, y 36792–36811.                                 |
| 565–566          | 1924                             | 2        | Ferrocarril Pacífico de Colombia              |              | 4-6-0+0-6-4           | 29–30                                                                 | [ 44 ] |
| 567–591          | 1923                             | 25       | Ferrocarril del Sud                           | 11C          | 4-8-0                 | 4201–4225                                                             | [ 45 ] |
| 605–616          | 1924                             | 12       | Ferrocarril de Londres y del Noreste          | D11/2        | 4-4-0                 | 6388–6399                                                             | Renumeradas 2683–2694 en el esquema de 1946. |
| 623–632          | 1926                             | 10       | Ferrocarril de Australia del Sur              | 600          | 4-6-2                 | 600–609                                                               | [ 47 ] |
| 633–642          | 1926                             | 10       | Ferrocarril de Australia del Sur              | 500          | 4-8-2                 | 500–509                                                               | [ 48 ] |
| 643–652          | 1926                             | 10       | Ferrocarril de Australia del Sur              | 700          | 2-8-2                 | 700–709                                                               | [ 49 ] |
| 655–701          | 1924                             | 47       | Ferrocarril de Bengala Nagpur                 | HSM          | 2-8-0                 | 700–729, 744–760                                                      | Más tarde en la numeración de toda la India 26174–26220. |
| 702–707          | 1924                             | 6        | Ferrocarril Metropolitano                     | K            | 2-6-4T                | 111–116                                                               | Al Ferrocarril de Londres y del Noroeste 6158–6163, Clase L2, en 1937; supervivientes asignadas al intervalo 9070–9073 en el plan de 1946.                                               |
| 714–725          | 1925                             | 12       | Ferrocarril Buenos Aires al Pacífico          | 2101         | 4-6-2                 | 2101–2112                                                             | [ 52 ] |
| 726–760          | 1925                             | 35       | Ferrocarril del Sud                           | 11D          | 2-8-0                 | 4301–4335                                                             | [ 53 ] |
| 761–769          | 1925                             | 9        | Ferrocarril del Sur                           | K            | 2-6-4T                | A791–A799                                                             | Reconstruidas a la Clase U2-6-0 |
| 771–801          | 1925                             | 31       | Ferrocarril de Bengala Nagpur                 | HSM          | 2-8-0                 | 761–791                                                               | Más tarde, a la numeración de toda la India 26220–26251. |
| 850–874          | 1927                             | 25       | Ferrocarriles de Queensland                   | C17          | 4-8-0                 | 802–826                                                               | [ 55 ] |
| 875–884          | 1927                             | 10       | Ferrocarril Central Argentino                 | MS6A         | 4-8-4T                | 501–510                                                               | [ 56 ] |
| 885–904          | 1928                             | 20       | Ferrocarriles del Estado Egipcio              | 545          | 2-6-0                 |                                                                       | Cinco máquinas capturadas para los Ferrocarriles de Israel después de la Guerra del Sinaí en 1956.                                                                                       |
| 905–934          | 1927                             | 30       | Ferrocarril del Sud                           | 11C          | 4-8-0                 | 4226–4255                                                             | [ 45 ] |
| 938–987          | 1928                             | 50       | Great Western Railway                         | 5600         | 0-6-2T                | 6650–6699                                                             | [ 59 ] |
| 1005–1015        | 1929                             | 11       | Ferrocarril de Madrás y del Sur de Mahratta   | XD           | 2-8-2                 | 853–863                                                               | Más tarde, numeración de toda la India 22397–22407. |
| 1024–1025        | 1929                             | 2        | Ferrocarril Gran Oeste de Brasil              |              | 2-6-2+2-6-2           | 238–239                                                               | [ 44 ] |
| 1026–1037        | 1929                             | 12       | Ferrocarril del Gobierno de Ceylán            | B1           | 4-6-0                 | 279–290                                                               | [ 62 ] |
| 1038–1057        | 1930                             | 20       | Ferrocarril Central Argentino                 | MS6A         | 4-8-4T                | 511–530                                                               | [ 56 ] |
| 1058–1068        | 1930                             | 11       | Ferrocarril de Bengala del Este               | XB           | 4-6-2                 | 443–453                                                               | A Pakistán tras la separación de la India. |
| 1069–1080        | 1930                             | 12       | Ferrocarril de Madrás y del Sur de Mahratta   | XB           | 4-6-2                 | 200–211                                                               | Más tarde, con numeración de toda la India 22131–22142. |
| 1081–1100        | 1930                             | 20       | Ferrocarril Central Argentino                 | PS11         | 4-6-2                 | 1101–1120                                                             | Tres cilindros con engranaje de válvula Caprotti. |
| 1105–1110        | 1931                             | 6        | Ferrocarril Oeste de Buenos Aires             | 15           | 4-8-0                 | 1500–1505                                                             | [ 67 ] |
| 1111–1130        | 1931                             | 20       | Ferrocarril de Londres y del Noreste          | K3/2         | 2-6-0                 | 1100/01/02/06 1108/17/18/19 1121/25/33/35 1137/41/54/56 1158/62/64/66 | Renumeradas 1899-1918 en el esquema de 1946. |
| 1131–1155        | 1930–31                          | 25       | Great Western Railway                         | 5700         | 0-6-0PT               | 7775–7799                                                             | [ 69 ] |
| 1156–1165        | 1934–35                          | 10       | Ferrocarril de Londres y del Noreste          | K3/2         | 2-6-0                 | 1302/04/08 1310/24/06 2934–2937                                       | Renumeradas 1919-1928 en el esquema de 1946. |
| 1166–1265        | 1935                             | 100      | Ferrocarril de Londres, Midland y Escocia     | Stanier 5    | 4-6-0                 | 5125–5224                                                             | [ 70 ] |
| 1266–1269        | 1935                             | 4        | Ferrocarril de Yuehan, China                  | ET6          | 0-8-0                 | 501–504                                                               | |
| 1270–1279        | 1936                             | 10       | Ferrocarril de Londres y del Noreste          | K3/2         | 2-6-0                 | 2417/29/45/46 2453/55/58/65 2471/72                                   | Renumeradas 1959-1968 en el esquema de 1946. |
| 1280–1506        | 1936–37                          | 227      | Ferrocarril de Londres, Midland y Escocia     | Stanier 5    | 4-6-0                 | 5225–5451                                                             | [ 70 ] |
| D8               |                                  | 1        | Preston Docks                                 |              | 0-6-0de               | Duchess                                                               | Desviador de 250 hp. |
| D9               |                                  | 1        | De demostración                               |              | 1-Co-1de              |                                                                       | 800 hp diesel-eléctrico de tráfico mixto. |
|                  | 1931                             | 1        | Ferrocarril de Londres y del Noreste          |              | Railcar               | 25                                                                    | Un motor Sulzer de 6 cilindros de 250 hp. |
|                  | 1932                             | 2        | Ferrocarril de Londres y del Noreste          |              | Railcar               | 224, 232                                                              | Un motor Sulzer de 6 cilindros de 250 hp. |
|                  | 1933                             | 1        | Ferrocarril de Londres y del Noreste          |              | Railbus               | 294                                                                   | Un motor Saurer de 95 hp. |
|                  | 1933                             | 1        | Ferrocarril del Sud                           |              | 1A-Bo+Bo-A1           | CM210                                                                 | Dos motores Sulzer 8LV34 de 850 hp. |
| D20              | 1933                             | 1        | Ferrocarril de Londres, Midland y Escocia     |              | 0-6-0de               | 7408                                                                  | Desviador de 250 hp; renumerada 7058 en 1934; debió haber sido renumerada como 13000 por British Railways en 1948, pero sería retirada antes de que se le aplicara el nuevo número.      |
| D21–D26          |                                  | 6        |                                               |              | 0-4-0de               |                                                                       | Desviador de 85 hp. |
| D27–D28          | 1934                             | 2        | De demostración                               |              | 1-Co-1de              |                                                                       | Motor Sulzer 8LD28, 800 hp, calibre de 66 pulgadas; probado en el Ferrocarril del Gobierno de Ceylán; regresó al Ferrocarril del Sud en 1937.                                            |
| D43              | 1934                             | 1        | Ferrocarril del Gobierno de Ceylán            | G1           | 0-4-0de               | 500                                                                   | 122 shunter hp. |
| D46–D51          | 1934                             | 6        | Ferrocarril de Madrás y del Sur de Mahratta   | YZZT         | Railcar               | 1–6                                                                   | 160 hp diésel-eléctrica. |
| D54–D63          | 1936                             | 10       | Ferrocarril de Londres, Midland y Escocia     | —            | 0-6-0de               | 7059–7068                                                             | Shunter de 350 hp; al Departamento de Guerra en 1942 (4) y 1944 (6). |
| D64              | 1936                             | 1        | Ferrocarril de Bombay, Baroda e India Central | DE           | 0-6-0de               | 800                                                                   | Shunter de 360 hp. |

## Armamento

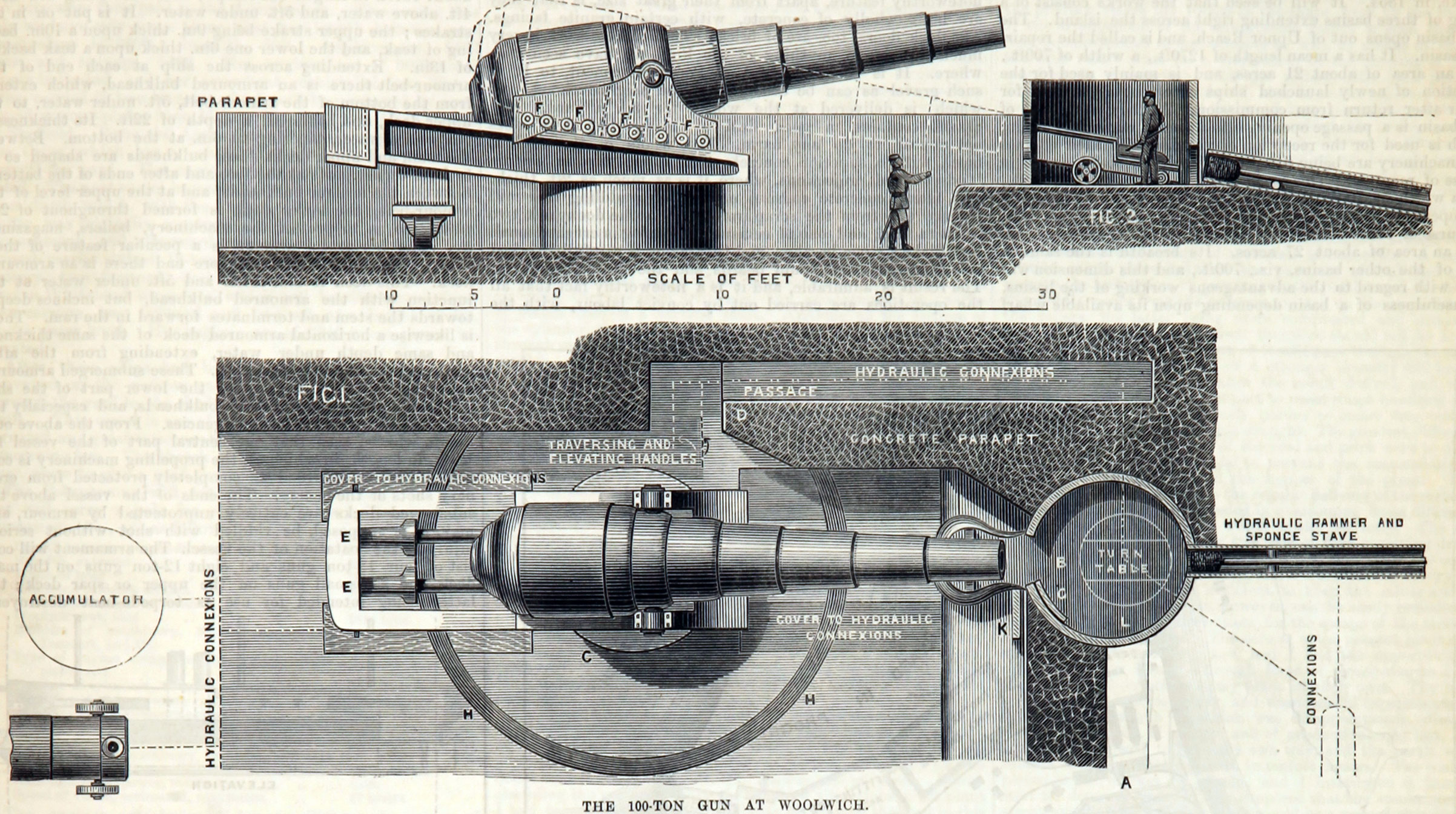
Emplazamiento de un cañón Armstrong Whitworth de 100 toneladas

Los cañones y otro armamento fueron producidos por la Elswick Ordnance Company, la división de armamento de Armstrong Whitworth. Un ejemplo especialmente notable es el cañón Armstrong de 100 toneladas.